# غوث أباد (أختاتشي محالي)
غوث أباد (بالفارسية: غوث‌آباد) هي قرية تقع في إيران في أذربيجان الغربية. يقدر عدد سكانها بـ 78 نسمة بحسب إحصاء 2016.